# Early (Teksas)
Early – miasto w Stanach Zjednoczonych, w stanie Teksas, w hrabstwie Brown.